# Claudio Sillero-Zubiri
Claudio Sillero-Zubiri (* 1. November 1960) ist ein argentinischer Mammaloge und Naturschützer, der in Oxford lebt. Er ist vor allem durch Schutzprojekte für den Äthiopischen Wolf (Canis simensis) bekannt geworden.

## Leben
Sillero-Zubiri wuchs auf einer Farm in der argentinischen Pampa auf. Er studierte zunächst Zoologie an der Universidad Nacional de La Plata, wo er 1984 die Licenciatura erlangte. 1994 wurde er mit der Dissertation Behavioural ecology  of  the  Ethiopian wolf, Canis simensis an der University of Oxford zum Ph.D. promoviert. 1988 wurde er wissenschaftlicher Mitarbeiter bei der Wildlife Conservation Research Unit (WildCRU, Forschungsgruppe für den Schutz der Wildtiere). Heute ist er stellvertretender Direktor der Forschungsgruppe. Ferner ist er Naturschutzleiter bei der Born Free Foundation und Professor an der University of Vermont in Burlington. 
Seine Forschungsschwerpunkte sind die Verhaltensökologie von Raubtieren, die Naturschutzbiologie und die Populationsbiologie von Wildhunden. 
Zu seinen Interessen zählen bedrohte Arten, die Wildtierbeobachtung, die Seuchendynamik und das Schutzgebietsmanagement. Er reiste in vier Kontinente und führte Projekte in 15 Ländern durch, darunter in Argentinien, Bolivien, Chile, Äthiopien, Kenia, Mongolei, Mosambik, Niger, Peru, Indien, Indonesien und im Senegal. Sillero-Zubiri arbeitet für Universitäten, Nichtregierungsorganisationen, die Regierungen der Gastländer und für internationale Organisationen. Ferner ist er in die Beziehungen zwischen Wildtieren und ländlichen Gemeinschaften, in die Biodiversitätsschutzpolitik und in die Milderung von Konflikten zwischen menschlichen Interessen und Wildtieren involviert.
1995 wurde Sillero-Zubiri Wildtierschutzbeauftragter bei der IUCN/SSC Canid Specialist Group, wo er seit 2004 Vorsitzender ist. Er rief im selben Jahr ein Forschungs- und Erhaltungsprogramm für die Äthiopischen Wölfe im Bale-Mountains-Nationalpark ins Leben, für das er im Jahr 1998 den Whitley Award für Wildtierschutz der Royal Geographical Society erhielt. Der Äthiopische Wolf ist vor allem durch den Ausbruch von Seuchen wie Tollwut und Staupe bedroht, die durch die herumstreunenden Hunde der Oromo-Hirten eingeschleppt wurden. Sillero-Zubiris Programm hilft durch Impfungen, die Seuchenausbrüche einzudämmen.
Seit 2005 ist Sillero-Zubiri Mitglied der IUCN/SSC Cat Specialist Group. Er koordinierte die Satpuda Landscape Tiger Partnership, ein Netzwerk von indischen Naturschützern, die in sieben Tigerreservaten in den Wäldern von Madhya Pradesh und Maharashtra arbeiten. Für die Darwin Initiative betreute er ein Projekt zum grenzüberschreitenden Schutz der Bergkatze in Bolivien. Ferner leitete er eine WildCRU-Studie über den Manul in der Mongolei und er kartierte Hotspots, in denen es zu Konflikten zwischen Löwen und Menschen kam. 
Sillero-Zubiri war Verfasser oder Mitverfasser von über 200 Zeitschriftenartikeln, Büchern oder Buchbeiträgen. Im Jahr 1997 erschien das Buch The Wolf Watchers: A Story of Survival. Im selben Jahr veröffentlichte er mit David Whyte Macdonald das Werk The Ethiopian Wolf: Status Survey and Conservation Action Plan. Im Jahr 2004 veröffentlichte er gemeinsam mit Macdonald das Buch The Biology And Conservation Of Wild Canids. Im selben Jahr gab er mit Macdonald und Michael Hoffmann das Werk Canids: Foxes, Wolves, Jackals and Dogs: Status Survey and Consenation Action Plan der IUCN/SSC Canid Specialist Group heraus. Im Jahr 2009 verfasste er das Familienkapitel über die Hunde (Canidae) im ersten Band des Handbook of the Mammals of the World. Im Jahr 2013 schrieb er einen Beitrag für das Werk Ecology and Conservation of the Maned Wolf: Multidisciplinary Perspectives von Adriana G. Consorte-McCrea und Eliana Ferraz Santos. Er ist Herausgeber der Zeitschrift Canid News der IUCN/SSC Canid Specialist Group. Ferner veröffentlichte er über 50 populärwissenschaftliche Schriften und war in mehreren Fernseh-Reportagen vertreten, darunter in den Jahren 2014 und 2016 in den Terra-X-Dokumentationen Kielings wilde Welt und Kielings wildes Afrika.